# Kos (by)
Kos er den største by på den græske ø Kos.